# Conotrachelus hayesi
Conotrachelus hayesi – gatunek chrząszcza z rodziny ryjkowcowatych.

## Zasięg występowania
Występuje we wsch. części Ameryki Północnej od Connecticut i Florydy na wsch., po Illinois, Kansas i Luizjanę na zach.

## Budowa ciała
Osiąga 4,4 - 5,1 mm długości.